# Aristias curtipes
Aristias curtipes är en kräftdjursart. Aristias curtipes ingår i släktet Aristias och familjen Aristiidae. Inga underarter finns listade i Catalogue of Life.